# Johannes Canuti Lenaeus
Johannes Canuti Lenaeus, född 29 november 1573 i Lena socken, död 23 april 1669 i Uppsala, var en svensk professor och ärkebiskop. 
Johannes Canuti Lenaeus var son till Canutus Petri Gestricius och Margareta Persdotter. Fadern var hovpredikant hos Erik XIV samt kyrkoherde i Lena församling, och var bördig från Ovansjö. Modern kom från Stockholm.
Efter studier vid Uppsala universitet, Wittenbergs universitet och Helmstedts universitet blev Lenaeus 1604 professor i logik vid Uppsala universitet och cirka 1610 professor i grekiska och hebreiska vid samma universitet. 1613 var han vikarierande prorektor och samma år utsågs han till professor i teologi. 1638 utnämndes han till förste teologie professor och domprost i Uppsala. Under tiden han var professor hade han och hustrun Catharina Kenicia pfalzgreven Carl Gustaf (sedermera kung Karl X Gustav) inneboende hos sig. Prinsens föräldrar var av brev att döma mycket måna om att han skulle tala latin flytande och uppmanade Lenaeus och Kenicia att även under måltiderna samtala på latin.
Lenaeus var en mycket berömd teolog. Han var tillsammans med Johannes Rudbeckius, och till skillnad från flera av sina föregångare, aristoteliker, och motståndare till såväl ramismen som statlig kontroll över kyrkan. En av hans uppskattade läroböcker, Logica peripatetica från 1633, är skriven utifrån hans övertygelse att logiken är användbar inom teologin. De Veritate et Excellentia Christianae Religionis, Brevis informatio från 1638 är hans mest välkända arbete; det har blivit översatt till flera språk och blivit omtryckt i flera utgåvor. 
När Lenaeus utnämndes till ärkebiskop 1647 avskildes Medelpad, Ångermanland, Väster- och Norrbotten samt Jämtland från ärkestiftet. I egenskap av ärkebiskop krönte han drottning Kristina samt Karl X Gustav med drottning, döpte Karl XI och begravde drottning Maria Eleonora.
Karl X Gustav hade ett gott öga till Lenaeus, trots att den senare stred mot ett ökande kungligt och aristokratiskt välde över kyrkan och marken, och kämpade för en mosaisk konstitutionell teokrati. Hans avhandling "De jure Regio" 1633–1647 väckte missnöje hos drottning Kristina, men ansågs vara ett mästerverk av de ofrälse, prästerliga lärde. Lenaeus var en av krafterna bakom 1658 års kyrkolag. 
Lenaeus gifte sig 1612 med ärkebiskop Petrus Kenicius dotter Catharina Kenicia som tillhörde Bureätten. Hans barn adlades på namnet Clo 1658 på nr 653, men ätten dog ut på svärdssidan redan 1700. Hans systersons sonson Knut Nilsson Lenaeus blev en känd folklivsforskare.
- Anna Lenaeus Clo, gift med Carolus Lithman, barnen adlade Lithman
- Jakob Lenaeus Clo, underståthållare, gift med Catharina Björnklou
- Margareta Lenaeus Clo, gift med Ericus Brunnius, barnen adlade Rosenmarck
- Barbara Lenaea Clo, gift med Emund Gripenhielm, ursprungligen Figrelius
- Petrus Lenaeus Clo
- Kristina Lenaeus Clo, gift 1. med Abraham Cronström, ursprungligen Kock, 2. med Peter Trotzig, adlad Trotzenfelt